# Alekseïevka (raïon de Glouchkovo)
Alekseïevka (en russe : Алексеевка) est un village et municipalité du raïon de Glouchkovo dans l'oblast de Koursk, en Russie. Sa population s'élevait à 461 habitants au recensement de 2021.

## Géographie
Le village d'Alekseïevka se situe dans l'oblast de Koursk, un oblast de la partie européenne de la Russie. Le village fait partie du raïon de Glouchkovo, avec Glouchkovo comme centre administratif. Il forme le selsoviet d'Alekseïevka, une municipalité dont il est la seule localité.

## Démographie
Recensements (*) et estimations de la population :
| 2002 * | 2010* | 2021* | - |
| ------ | ----- | ----- | - |
| 737    | 483   | 461   | - |